# Isabel da Boémia (1292–1330)
Isabel da Boémia (Praga, 20 de janeiro de 1292 – Praga, 28 de setembro de 1330) foi rainha consorte da Boémia como esposa de João I e mãe do rei da Boémia e imperador Carlos IV.

## Infância
Isabel era filha de Venceslau II da Boémia e de Judite de Habsburgo. Quando tinha cinco anos, a sua mãe faleceu. Das dez crianças que a sua mãe tinha, apenas quatro chegaram à idade adulta: Venceslau, Ana, Isabel e Margarida. Isabel e os seus irmãos tiveram também uma meia-irmã, Inês.
Seis anos após a morte de Judite, Venceslau II voltou a casar. Desta vez, escolheu uma princesa polaca, Isabel Riquilda da Polónia, da dinastia Piast.
Mais tarde, Venceslau herdaria a Coroa da Polónia.
Passaram-se diversos acontecimentos durante a juventude de Isabel: o incêndio que desvastou o Castelo de Praga em 1303, a morte do seu pai e, mais tarde, o assassinato do seu irmão Venceslau III da Boémia. Isabel ficou orfã aos 13 anos de idade e passou a viver com a irmã, Ana. A sua outra irmã, Margarida, casara com apenas sete anos, com Boleslau III da Silésia.
Isabel tinha vivido com a tia, Cunegundes da Boémia num convento perto do castelo de Praga. Isabel foi influenciada pela sua tia, desde a morte da mãe.
A cunhada, Viola Isabel de Cieszyn bem como a madrasta, Isabel, foram viver com ela e com a irmã, até que as relações entre as duas irmãs tornaram-se más.

## A luta pelo trono
Em 1306, após o assassinato de Venceslau III da Boémia, o irmão de Isabel, o cunhado desta, Henrique (esposo de Ana) tornou-se rei da Boémia. Isabel era agora a única princesa na família. na altura, tinha 14 anos, uma idade que, na altura, era adequada para casar.
As querelas do trono da Boémia entre Henrique da Boémia e Rodolfo de Habsburgo resultaram na posse da Boémia, casando com Isabel Richeza da Polónia, madrasta de Isabel. Esta foi viver, mais tarde, no Castelo de Praga com a viúva do seu irmão, Viola Isabel de Cieszyn. Mas em 1307, o torno regressou a Henrique da Boémia e à irmã de Isabel, devido ao falecimento de Rodolfo de Habsburgo. Eles quiseram que Isabel casasse com o senhor de Bergova (Otão de Löbdaburg), por razões políticas. Isabel recusou casar com Otão e, assim as relações entre esta e Ana deterioraram-se ainda mais.
Mais tarde, um grupo de oposição formado contra Henrique e Ana, elegeu Isabel como figura principal.

## Casamento com João de Luxemburgo

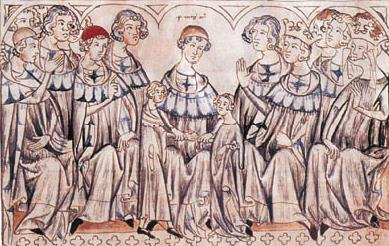
Casamento de João da Boêmia e de Isabel, em Speyer, 1310

Isabel acabou por casar com o filho do imperador Henrique VII, João da Boêmia. Isabel conhecia os pontos fracos de Henrique e Ana, e este casamento era um deles.
O casamento teve lugar em setembro de 1310, após a invasão forçada de João à Boémia. Henrique e Ana fugiram então para Caríntia, onde Ana faleceu em 1313. A coroação de João e Isabel teve lugar a 7 de fevereiro de 1311.

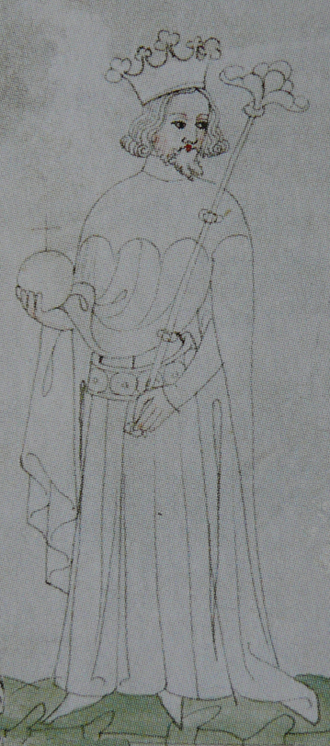
João de Luxemburgo, marido de Isabel

O casamento, a princípio, foi um desastre. Isabel necessitava de um filho varão para evitar a herança dos filhos das suas irmãs, Margarida e Inês. Isabel não teve um filho até seis anos após o casamento, quando nasceu Carlos.
Após o nascimento de Carlos, a sucessão ficou segura, e as relações entre Isabel e João começaram a melhorar.
Passado algum tempo, Isabel cresceu com ciúmes de João, que escutava as suas opiniões políticas, mas tinha opiniões diferentes das dela. Então em 1319, foi descoberto um enredo cujo objectivo era dispor de Isabel e João, e substituí-los pelo seu filho, Carlos. João puniu os culpados, mas Isabel trancou-se no Castelo de Mělník e levou os seus filhos com ela.
João decidiu evitar que a sua esposa interferisse na educação dos seus filhos. Mais tarde, ele tiraria os três filhos mais velhos, Margarida, Bonne e Carlos da custódia de Isabel.

## Últimos anos

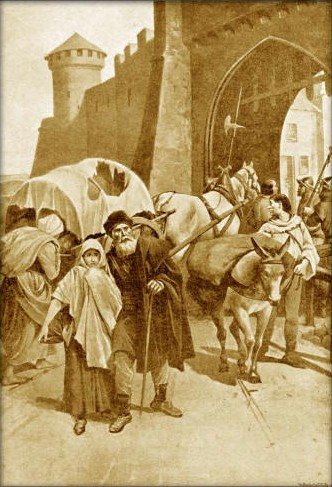
Isabel, disfarçada, fugindo de Praga

Isabel estava agora em total isolamento e, abandonada por todos, deixou a Boémia e passou a viver em exílio na Baviera. Alguns dos procedimentos foram considerados um acto de hostilidade aberta contra João e os seus nobres.
No exílio, Isabel deu à luz as suas últimas crianças: Ana e Isabel, irmãs gémeas. João enviou a Isabel algum financiamento durante o seu exílio.
Em 1325, Isabel voltou à Boémia com a sua única filha Ana, pois a outra filha Isabel falecera meses antes. Quando retornou, João encontrou Isabel doente, mas esta ainda viveu mais cinco anos. Os seus últimos anos de vida foram marcados pela sua falta de finanças. Isabel acabou por falecer a 28 de setembro de 1330, provavelmente de tuberculose, com 38 anos.

## Descendência
Isabel e João tiveram a seguinte descendência:
- Margarida (8 de julho de 1313–11 de Julho de 1341, Praga), casou em Straubing, a 12 de agosto de 1328 com Henrique XIV da Baviera.
- Bona/ Jutta (21 de maio de 1315–11 de setembro de 1349), casou em  Melun, a 6 de agosto de 1332 com o rei João II de França.
- Carlos IV (14 de maio de 1316–29 de novembro de 1378), rei da Boémia e imperador do Sacro Império.
- Ottokar (22 de Novembro de 1318–20 de abril de 1320), Príncipe da Boémia.
- João Henrique (12 de fevereiro de 1322, Mělník–12 de novembro de 1375), marquês da Morávia.
- Ana (1323–3 de setembro de 1338), gémea de Isabel, casou a 16 de fevereiro de 1335 com o duque Otão da Áustria.
- Isabel (1323–1324), gémea de Ana.[3]